# Jelovec, Sevnica
Jelovec este o localitate din comuna Sevnica, Slovenia, cu o populație de 48 de locuitori.